# 国家海洋局
国家海洋局，是中华人民共和国自然资源部对外保留的牌子。
其最早是根据1964年第二届全国人民代表大会常务委员会第124次会议决议成立的；負责管理海域，制定相关政策。国家海洋局撤销前的地址是北京市西城区复兴门外大街1号。

## 沿革
1963年3月，国家科学技术委员会海洋专业组在青岛召开会议，研究中国海洋科学十年（1963年~1972年）发展规划期间，首次提出成立“国家海洋局”。1964年1月4日，国家科学技术委员会党组向中共中央书记处写出报告，正式建议成立国家海洋局。1964年7月22日，经第二届全国人民代表大会常务委员会第124次会议批准，成立国家海洋局；由中国海军代管。
1993年4月，改由国家科学技术委员会管理。1998年3月，划归国土资源部管理；负责监督管理海域使用和海洋环境保护、依法维护海洋权益和组织海洋科技研究。
2013年3月，根据第十二届全国人大第一次会议通过的《国务院机构改革和职能转变方案》，将原国家海洋局及其下属中国海监总队、原公安边防海警部队、原农业部中国渔政、原海关总署海上缉私警察的队伍和职责整合，重新组建国家海洋局，并以中国海警局名义开展海上维权执法，同时接受公安部的业务指导。
2018年3月17日第十三届全国人民代表大会第一次会议通过《第十三届全国人民代表大会第一次会议关于国务院机构改革方案的决定》，批准《国务院机构改革方案》。方案规定：“组建自然资源部。将国土资源部的职责，国家发展和改革委员会的组织编制主体功能区规划职责，住房和城乡建设部的城乡规划管理职责，水利部的水资源调查和确权登记管理职责，农业部的草原资源调查和确权登记管理职责，国家林业局的森林、湿地等资源调查和确权登记管理职责，国家海洋局的职责，国家测绘地理信息局的职责整合，组建自然资源部，作为国务院组成部门。自然资源部对外保留国家海洋局牌子。不再保留国土资源部、国家海洋局、国家测绘地理信息局。”
2018年撤销前，根据《国家海洋局主要职责内设机构和人员编制规定》，国家海洋局设置内设机构13个、直属事业单位二十余个、直属企业单位1个。此外，为了共同推动中国海洋高等教育发展，国家海洋局曾与教育部合作共建20所教育部直属高校。

## 职责
根据《国家海洋局主要职责内设机构和人员编制规定》，建制撤销前，国家海洋局承担下列职责：
1. 负责起草内海、领海、毗连区、专属经济区、大陆架及其他海域涉及海域使用、海洋生态环境保护、海洋科学调查、海岛保护等法律法规、规章草案，会同有关部门组织拟订并监督实施海洋发展战略以及海洋事业发展、海洋主体功能区、海洋生态环境保护、海洋经济发展、海岛保护及无居民海岛开发利用等规划，推动完善海洋事务统筹规划和综合协调机制。
2. 负责组织拟订海洋维权执法的制度和措施，制定执法规范和流程。在我国管辖海域实施维权执法活动。管护海上边界，防范打击海上走私、偷渡、贩毒等违法犯罪活动，维护国家海上安全和治安秩序，负责海上重要目标的安全警卫，处置海上突发事件。负责机动渔船底拖网禁渔区线外侧和特定渔业资源渔场的渔业执法检查并组织调查处理渔业生产纠纷。负责海域使用、海岛保护及无居民海岛开发利用、海洋生态环境保护、海洋矿产资源勘探开发、海底电缆管道铺设、海洋调查测量以及涉外海洋科学研究活动等的执法检查。指导协调地方海上执法工作。参与海上应急救援，依法组织或参与调查处理海上渔业生产安全事故，按规定权限调查处理海洋环境污染事故等。
3. 负责组织编制并监督实施海洋功能区划，组织拟订并监督实施海域使用管理制度，组织开展海岸线和沿海省际间海域界线勘定工作，组织起草专属经济区和大陆架人工岛屿、设施和结构的建造、使用管理办法并监督实施。
4. 负责组织拟订海岛保护及无居民海岛开发利用管理制度并监督实施，按规定负责我国陆地海岸带以外海域、无居民海岛、海底地形地名管理工作，制定领海基点等特殊用途海岛保护管理办法并监督实施。
5. 负责组织开展海洋生态环境保护工作。按国家统一要求，组织拟订海洋生态环境保护标准、规范和污染物排海总量控制制度并监督实施，制定海洋环境监测监视和评价规范并组织实施，发布海洋环境信息，承担海洋生态损害国家索赔工作，组织开展海洋领域应对气候变化相关工作。
6. 负责拟订海洋观测预报和海洋灾害警报制度并监督实施，组织编制并实施海洋观测网规划，发布海洋预报、海洋灾害警报和公报，建设海洋环境安全保障体系，参与重大海洋灾害应急处置。
7. 负责组织拟订并实施海洋科技发展规划，拟订海洋技术标准、计量和规范，组织实施海洋调查，建立推动海洋科技创新的机制。
8. 负责组织开展海洋经济运行综合监测、统计核算、评估及信息发布工作，研究提出优化海洋产业结构的政策建议。
9. 负责开展海洋领域国际交流与合作，参与涉外海洋事务谈判与磋商，组织履行《联合国海洋法公约》、《南极条约》等国际海洋公约、条约和协定，承担极地、公海和国际海底相关事务。
10. 承担国家海洋委员会的具体工作。承办国务院、国家海洋委员会和国土资源部交办的其他事项。

## 机构设置
2018年机构改革后，自然资源部对外保留国家海洋局牌子。自然资源部在海洋行政工作方面设置下列机构：
- 海洋战略规划与经济司
- 海域海岛管理司
- 海洋预警监测司
- 国际合作司（海洋权益司）

## 历任领导
| 局长 - 齐勇（1964年－1968年） - 沈振东（1977年－1982年） - 罗钰如（1982年－1985年） - 严宏谟（1985年－1995年） - 张登义（1995年－2000年） - 王曙光（2000年－2005年） - 孙志辉（2005年－2011年） - 刘赐贵（2011年－2014年） - 王宏（2015年－2018年3月，兼中国海警局政治委员） 副局长 …… - 王曙光（？－2000年） - 孙志辉（？－2005年） …… - 孟宏伟（2013年3月－2017年12月，兼中国海警局局长） - 房建孟（2016年1月－2017年9月） - 孙书贤（2016年1月－2018年3月） - 石青峰（2016年8月－2018年3月） - 林山青（2016年8月－2018年3月） 总工程师 - 孙书贤（2012年－2016年1月，兼中国海警局副局长） | 党组书记 党组副书记 - 王曙光（？－2000年） - 孟宏伟（2013年3月－2017年12月） 党组成员 …… - 周茂平（2004年7月－2011年11月） - 孙志辉（？－2005年） …… - 吕滨（2011年11月－2014年4月） - 孙书贤（2012年－2018年3月） - 房建孟（2013年8月－2017年9月） - 石青峰（2016年8月－2018年3月） - 林山青（2016年8月－2018年3月） 中央纪委驻国家海洋局纪检组组长 - 周茂平（2004年7月－？） 国家海洋局纪委书记 - 周茂平（？－2011年11月） - 吕滨（2011年11月－2014年4月） |

## 中国海警局
2013年3月，根据第十二届全国人民代表大会第一次全体会议通过的《国务院机构改革和职能转变方案》，中华人民共和国政府将原国土资源部轄下的国家海洋局的中国海监总队、公安部所屬的中国公安边防海警部队、农业部所屬的中国渔政、海关总署所屬的海关总署缉私局整合为“中国海警局”。中国海警局与国家海洋局是一个机构两块牌子。中国海警局局长由公安部分管海警工作的正部级副部长兼任，政委由海洋局局长兼任。国家海洋局對外以“中國海警局”名義进行執法活动，同时接受中华人民共和国公安部的业务指导。2018年3月21日，根据中国共产党第十九届中央委员会第三次全体会议审议通过的《深化党和国家机构改革方案》，海警隊伍轉隸武警部隊。2018年6月22日，根据第十三届全国人民代表大会常务委员会第三次会议通过的《全国人民代表大会常务委员会关于中国海警局行使海上维权执法职权的决定》，海警队伍整体划归中国人民武装警察部队领导指挥，调整组建中国人民武装警察部队海警总队，称中国海警局，统一履行海上维权执法职责。2018年7月1日零时起，海警队伍整体划归武警部队领导指挥。

| 中国海警局局长、党委书记 - 孟宏伟 副总警监（2013年－2017年12月8日，公安部副部长、党委委员，國家海洋局副局长、党组副书记兼，正部长级） | 中国海警局政治委员 - 刘赐贵（2013年－2014年，国家海洋局局长、党组书记兼） - 王 宏（2015年－2018年3月，国家海洋局局长、党组书记兼） |